# Kari Heinonen
Kari Heinonen (* 8. Juni 1958) ist ein ehemaliger finnischer Skispringer.

## Werdegang
In der Skisprungsaison 1978/79 erreichte Heinonen sein bestes Karriereergebnis bei einem A-Klasse-Springen, als er im Rahmen der Lahti Ski Games den zweiten Platz hinter Jim Denney belegte. Heinonen bestritt am 30. Dezember 1979 sein erstes Springen im kurz zuvor neu geschaffenen Skisprung-Weltcup. Beim Springen von der Großschanze in Oberstdorf erreichte er dabei den 63. Platz. Die folgenden Springen der Vierschanzentournee 1979/80 verliefen ebenso erfolglos. Erst am 29. Februar 1980 in Gstaad konnte er beim Springen von der Großschanze mit Platz 15 seinen ersten Weltcup-Punkt gewinnen. Auch im Springen von der Normalschanze in Lahti eine Woche darauf gewann er mit Platz 12 Weltcup-Punkte. Am Ende der Saison 1979/80 stand er mit 5 Punkten auf Platz 86 der Weltcup-Gesamtwertung. Die folgende Saison verlief um einiges erfolgreicher. So konnte er beim Springen in Innsbruck im Rahmen der Vierschanzentournee 1980/81 erstmals in die Top 10 springen. Zudem erreichte er mit dem 7. Platz die höchste Einzelplatzierung seiner Karriere. Auch die weiteren Weltcups verliefen erfolgreich. Seinen letzten Weltcup sprang Heinonen am 21. Februar 1980 in Thunder Bay. Dort erreichte er noch einmal einen 8. Platz. Am Ende der Saison stand er auf dem 29. Platz in der Weltcup-Gesamtwertung.

## Statistik

### Weltcup-Platzierungen
| Saison  | Platz | Punkte |
| ------- | ----- | ------ |
| 1979/80 | 86.   | 05     |
| 1980/81 | 29.   | 28     |

### Vierschanzentournee-Platzierungen
| Saison  | Platz | Punkte |
| ------- | ----- | ------ |
| 1979/80 | 79.   | 364,8  |
| 1980/81 | 13.   | 825,3  |